# NGC 5287
NGC 5287 је лентикуларна галаксија у сазвежђу Ловачки пси која се налази на NGC листи објеката дубоког неба.
Деклинација објекта је + 29° 46' 15" а ректасцензија 13h 44m 52,5s. Привидна величина (магнитуда) објекта NGC 5287 износи 15,3 а фотографска магнитуда 16,3. NGC 5287 је још познат и под ознакама MCG 5-32-79, PGC 48741.